# ユーリー・ハルシュキン
ユーリー・アリモヴィッチ・ハルシュキン（ウクライナ語: Ю́рій Алі́мович Галу́шкін、1971年6月26日 - ）は、ウクライナの軍人。初代ウクライナ領土防衛隊司令官。

## 経歴
2013年11月、ウクライナ空中機動軍副司令官に就任後、2014年からウクライナ東部での対テロ作戦に参加。同年6月から2015年1月までウクライナ空中機動軍司令官を務め、2020年12月5日に准将へ昇進した。
2022年1月1日、ウクライナ領土防衛隊司令官に任命され、同年5月15日に解任された。
2024年4月3日、ハルキウ作戦戦略群の司令官に任命された。しかし、ハルキウ方面でロシア軍が攻勢に出ると5月10日に解任された。後任にはミハイロ・ドラパティ准将が任命された。
2025年1月20日、ウクライナ国家捜査局とウクライナ保安庁は、 2024年5月のハルキウ州北部の防衛の過失の疑いでハルシュキンを拘束した。2025年1月21日、キーウ・ペチェルシク地区裁判所は、保釈金500万フリヴニャを設定した上でハルシュキンを逮捕し、彼は自宅軟禁された。1月24日、ハルシュキンは保釈なしの2度目の拘留を受けた。
2025年3月11日、キーウ控訴裁判所はハルシュキンを拘留した。
2025年3月19日、キーウ・ペチェルシク地区裁判所は、ハルシュキンに対する拘束措置をさらに30日間（4月22日まで）延長した。

## 栄典
- 2等ボフダン・フメリニツキー勲章 - 2015年7月31日[16]
- 3等ボフダン・フメリニツキー勲章 - 2014年10月21日[17]
- 対テロ作戦への参加ウクライナ大統領賞（ウクライナ語版）[18]
- ウクライナ軍勤続10年勲章（ウクライナ語版）
- ウクライナ軍勤続15年勲章（ウクライナ語版）